# Aribe
Aribe – gmina w Hiszpanii, w Nawarze, o powierzchni 4,04 km². W 2011 roku gmina liczyła 50 mieszkańców.